# Raça Pura
Raça Pura é um grupo musical de pagode baiano, formado em Salvador, na Bahia

## Carreira
O grupo ficou conhecido pela canção "O pinto" do álbum de estúdio homônimo O pinto lançado em 1999 e tendo recebido uma certificação de Disco de Ouro por mais de 100 mil cópias vendidas no Brasil. Na época, a banda era administrada por uma empresa do jogador Edílson Capetinha.
O grupo se separou em 2001. Longe da fama, o vocalista Denny Palma virou vendedor de loja com salário de 500 reais por mês e passou por um período de cinco anos em depressão.
Denny Palma, único integrante que permaneceu desde 1993, retomou a banda em 2019.

## Integrantes

### Atuais
- Denny Palma: Voz

### Ex-Integrantes
- André Neves: Voz
- Balbino do Rojão: Surdo
- Reuber: Pandeiro
- Magninho: Baixo
- Ricardo Valverde: Guitarra
- Léo: Teclados
- Rogério: bateria
- Neném Batucada: Percussão
- Coisita: Percussão[10]
- Fernanda Carvalho: dançarina[6]
- Fernanda Guimaraes: dançarina[6]

## Discografia
- O pinto (BMG) - 1999